# Arun (fiume)
Il fiume Arun (in nepalese: अरुण नदी) è un fiume transfrontaliero e fa parte del sistema fluviale Kosi o Sapt Koshi in Nepal. Ha origine nella regione autonoma del Tibet della Repubblica Popolare Cinese, dove è chiamato Phung Chu o Bum-chu.

## Denominazione
In Tibet il fiume è chiamato Bum-chu, anche traslitterato come Phung-Chu o dal cinese come Peng Qu o Pumqu. Men Qu o Moinqu è un affluente superiore che drena i ghiacciai del Shisha Pangma. In Nepal il nome del fiume cambia in Arun.

## Tibet
Il nome tibetano Bum-chu può riferirsi ad una cerimonia religiosa che tenta di divinizzare le prospettive per l’anno successivo dal livello dell'acqua in una pentola o in un pozzo, chu è la parola tibetana per l'acqua. Il fiume nasce vicino a Gutso, nella contea di Nyalam, in Tibet. Circa 17 km a valle del Men-chu si unisce a esso. I tratti superiori del Bum-chu si trovano nella contea di Tingri e le valli laterali sono formate dai suoi affluenti, le principali valli sono Lolo-chu, Shel-chu, Rongpu-chu, Trakar-chu, Kharta, Ra-chu Tsangpo e Langkor Gya-chu. Lo Yeru Tsanpo confluisce con Bum-chu nella contea di Dinggyê, che ospita la valle inferiore di Bum-chu. Un altro fiume che incontra Bum-chu è Trakar-chu. Il fiume scorre oltre la città di Kharda, porta d'accesso alla parete orientale del Khangzhung dell'Everest. La forza delle sue acque accumulate si fa strada, a sud del Drengtrang, attraverso la catena principale dell'Himalaya, direttamente tra i massicci montuosi del Makalu e del Kangchenjunga in Nepal. Poiché l'altitudine del fiume è di circa 3500 m al confine, mentre Makalu e Kangchenjunga sono entrambi a circa 8500 m, la valle è profonda circa 5000 m, una delle più profonde del mondo.

## Sistema fluviale del fiume Kosi
Il Kosi o Sapta Koshi drena il Nepal orientale, è anche noto come Sapt Koshi a causa dei sette fiumi che si uniscono nel Nepal centro-orientale per formare questo fiume. I fiumi principali che formano il sistema Koshi sono: il Sun Kosi, il fiume Indravati, il Bhote Koshi, il Dudh Kosi, il fiume Arun, il Barun e il Tamur. Il fiume combinato scorre attraverso la Gola di Chatra in direzione sud per emergere dalle colline.
Il Sun Kosi contribuisce con il 44 per cento dell'acqua totale nel Sapta Koshi, l'Arun con il 37 per cento e il Tamur con il 19 per cento.

## Nepal
L'Arun è il più grande fiume trans-himalayano che attraversa il Nepal e ha anche la più grande area coperta di neve e ghiaccio di qualsiasi bacino fluviale nepalese. L'Arun drena più della metà dell'area che contribuisce al sistema fluviale del Sapta Kosi, ma fornisce solo un quarto circa della portata totale. Questa apparente contraddizione è causata dall'ubicazione di oltre l'80% dell'area di drenaggio dell'Arun all'ombra pluviometrica dell'Himalaya. Le precipitazioni medie annuali in Tibet sono di circa 300 mm.
Il fiume lascia la regione del Tibet a circa 3500 m di altezza e attraversa le principali catene himalayane. Lasciando la loro ombra pluviometrica, il flusso del fiume aumenta notevolmente nel clima monsonico del Nepal orientale. Il paesaggio a sud del confine tende ad essere ripido, con meno del 15% dell'area con una pendenza sostenuta inferiore ai 15° ed è fortemente sezionato da canali di scorrimento. Molti dei pendii collinari sono strutturalmente instabili e la regione è sismicamente attiva. Il terremoto in Nepal dell'agosto 1988, con un epicentro a più di 50 km a sud del bacino dell'Arun, ha avuto una forza di magnitudo 6,9 e ha causato più di 100 morti nel solo bacino.
Il terzo settentrionale della porzione nepalese del bacino dell'Arun sostiene una ricca foresta di latifoglie miste, pino dell'Himalaya, abete e rododendro ad un'altitudine di oltre 1000 m. La vegetazione dei due terzi meridionali dell'area è stata ampiamente modificata per l'agricoltura di sussistenza. La maggior parte del mezzo milione di persone nel bacino di Arun vive in questa zona meridionale tra i 300 m e i 1000 m in villaggi sparsi vicino ai pendii che coltivano.